# Austria na Zimowych Igrzyskach Olimpijskich 2014
Austria na Zimowych Igrzyskach Olimpijskich 2014 – kadra sportowców reprezentujących Austrię na igrzyskach w 2014 roku w Soczi. Kadra liczyła 130 sportowców. Zdobyli oni 17 medali: 4 złote, 8 srebrnych i 5 brązowych, zajmując 9. miejsce w klasyfikacji medalowej.

## Zdobyte medale
| Medale według dni | Medale według dni | Medale według dni | Medale według dni | Medale według dni | Medale według dni | Medale według dni |
| ----------------- | ----------------- | ----------------- | ----------------- | ----------------- | ----------------- | ----------------- |
| Dzień             | Data              | złoto             | srebro            | brąz              | Razem             |                   |
| Dzień 1           | 08.02             | -                 | 1                 | -                 | 1                 |                   |
| Dzień 2           | 09.02             | 1                 | -                 | -                 | 1                 |                   |
| Dzień 3           | 10.02             | -                 | 1                 | -                 | 1                 |                   |
| Dzień 4           | 11.02             | -                 | 1                 | -                 | 1                 |                   |
| Dzień 5           | 12.02             | -                 | -                 | -                 | 0                 |                   |
| Dzień 2           | 13.02             | -                 | -                 | -                 | 0                 |                   |
| Dzień 7           | 14.02             | -                 | -                 | -                 | 0                 |                   |
| Dzień 8           | 15.02             | 1                 | -                 | 1                 | 2                 |                   |
| Dzień 9           | 16.02             | -                 | -                 | -                 | 0                 |                   |
| Dzień 10          | 17.02             | -                 | 2                 | -                 | 2                 |                   |
| Dzień 11          | 18.02             | -                 | 1                 | -                 | 1                 |                   |
| Dzień 12          | 19.02             | -                 | -                 | -                 | 0                 |                   |
| Dzień 13          | 20.02             | -                 | -                 | 1                 | 1                 |                   |
| Dzień 14          | 21.02             | -                 | 1                 | 1                 | 2                 |                   |
| Dzień 15          | 22.02             |                   |                   |                   |                   |                   |
| Dzień 16          | 23.02             |                   |                   |                   |                   |                   |

| Medal  | Zawodnik                                                                 | Dyscyplina            | Konkurencja                | Rezultat                                                          | Data      |
| ------ | ------------------------------------------------------------------------ | --------------------- | -------------------------- | ----------------------------------------------------------------- | --------- |
| Złoto  | Matthias Mayer                                                           | Narciarstwo alpejskie | Zjazd mężczyzn             | 2:06.23 min.                                                      | 9 lutego  |
| Złoto  | Anna Fenninger                                                           | Narciarstwo alpejskie | Supergigant kobiet         | 1:25.52 min.                                                      | 15 lutego |
| Złoto  | Julia Dujmovits                                                          | Snowboarding          | Slalom równoległy kobiet   | W finale pokonała reprezentantkę Niemiec Anke Karstens.           | 22 lutego |
| Złoto  | Mario Matt                                                               | Narciarstwo alpejskie | Slalom mężczyzn            | 1:41.84 min.                                                      | 22 lutego |
| Srebro | Dominik Landertinger                                                     | Biathlon              | Sprint mężczyzn            | 24:34.0 min.                                                      | 8 lutego  |
| Srebro | Nicole Hosp                                                              | Narciarstwo alpejskie | Superkombinacja kobiet     | 2:35.02 min.                                                      | 10 lutego |
| Srebro | Daniela Iraschko-Stolz                                                   | Skoki narciarskie     | Skocznia normalna kobiet   | 246.2 pkt.                                                        | 11 lutego |
| Srebro | Andreas Linger Wolfgang Linger                                           | Saneczkarstwo         | Dwójki mężczyzn            | 1:39.455 min.                                                     | 12 lutego |
| Srebro | Thomas Diethart Michael Hayböck Thomas Morgenstern Gregor Schlierenzauer | Skoki narciarskie     | Konkurs drużynowy mężczyzn | 1038.4 pkt.                                                       | 17 lutego |
| Srebro | Anna Fenninger                                                           | Narciarstwo alpejskie | Slalom gigant kobiet       | 2:36.94 min.                                                      | 18 lutego |
| Srebro | Marlies Schild                                                           | Narciarstwo alpejskie | Slalon kobiet              | 1:45.07 min.                                                      | 21 lutego |
| Srebro | Marcel Hirscher                                                          | Narciarstwo alpejskie | Slalom mężczyzn            | 1:42.12 min.                                                      | 22 lutego |
| Brąz   | Nicole Hosp                                                              | Narciarstwo alpejskie | Supergigant kobiet         | 1:26.18 min.                                                      | 15 lutego |
| Brąz   | Christoph Bieler Bernhard Gruber Lukas Klapfer Mario Stecher             | Kombinacja norweska   | Drużynowo                  | 47:09.9 min.                                                      | 20 lutego |
| Brąz   | Kathrin Zettel                                                           | Narciarstwo alpejskie | Slalon kobiet              | 1:45.35 min.                                                      | 21 lutego |
| Brąz   | Benjamin Karl                                                            | Snowboarding          | Slalom równoległy mężczyzn | W wyścigu o 3. miejsce pokonał reprezentanta Włoch Aarona Marcha. | 22 lutego |
| Brąz   | Christoph Sumann Daniel Mesotitsch Simon Eder Dominik Landertinger       | Biathlon              | Sztafeta mężczyzn          | 1:12:45.7 godz.                                                   | 22 lutego |

## Skład reprezentacji

### Biathlon

#### Kobiety
- Lisa Hauser
- Katharina Innerhofer
- Iris Schwabl

| Konkurencja       | Zawodnik             | Czas    | Miejsce |
| ----------------- | -------------------- | ------- | ------- |
| Sprint            | Lisa Hauser          | 22:15.6 | 27.     |
| Sprint            | Katharina Innerhofer | 24:49.0 | 76.     |
| Sprint            | Iris Schwabl         | -       | -       |
| Bieg pościgowy    | Lisa Hauser          | 33:25.0 | 39.     |
| Bieg pościgowy    | Katharina Innerhofer | -       | -       |
| Bieg pościgowy    | Iris Schwabl         | -       | -       |
| Bieg indywidualny | Lisa Hauser          | 48:56.4 | 36.     |
| Bieg indywidualny | Katharina Innerhofer | 48:28.3 | 28.     |
| Bieg indywidualny | Iris Schwabl         | -       | -       |
| Bieg masowy       | Lisa Hauser          | -       | -       |
| Bieg masowy       | Katharina Innerhofer | -       | -       |
| Bieg masowy       | Iris Schwabl         | -       | -       |
| Sztafeta          | Lisa Hauser          | -       | -       |
| Sztafeta          | Katharina Innerhofer | -       | -       |
| Sztafeta          | Iris Schwabl         | -       | -       |

#### Mężczyźni
- Julian Eberhard
- Simon Eder
- Dominik Landertinger
- Daniel Mesotitsch
- Friedrich Pinter
- Christoph Sumann

| Konkurencja       | Zawodnik             | Czas      | Strzelanie | Miejsce |
| ----------------- | -------------------- | --------- | ---------- | ------- |
| Sprint            | Julian Eberhard      | -         | -          | -       |
| Sprint            | Simon Eder           | 24:47.2   | 0+0        | 7.      |
| Sprint            | Dominik Landertinger | 24:34.8   | 0+0        | 2.      |
| Sprint            | Daniel Mesotitsch    | 26:06.6   | 0+2        | 38.     |
| Sprint            | Friedrich Pinter     | -         | -          | -       |
| Sprint            | Christoph Sumann     | 25:25.5   | 0+0        | 20.     |
| Bieg pościgowy    | Julian Eberhard      | -         | -          | -       |
| Bieg pościgowy    | Simon Eder           | 34:28.9   | 1+0+0+1    | 8.      |
| Bieg pościgowy    | Dominik Landertinger | 34:37.5   | 0+0+1+2    | 10.     |
| Bieg pościgowy    | Daniel Mesotitsch    | 36:23.4   | 1+0+1+1    | 37.     |
| Bieg pościgowy    | Friedrich Pinter     | -         | -          | -       |
| Bieg pościgowy    | Christoph Sumann     | 34:43.0   | 0+0+0+0    | 12.     |
| Bieg indywidualny | Julian Eberhard      | -         | -          | -       |
| Bieg indywidualny | Simon Eder           | 50:09.5   | 0+1+0+0    | 4.      |
| Bieg indywidualny | Dominik Landertinger | 50:14.2   | 0+0+0+0    | 5.      |
| Bieg indywidualny | Daniel Mesotitsch    | 53:53.3   | 2+0+1+0    | 40.     |
| Bieg indywidualny | Friedrich Pinter     | -         | -          | -       |
| Bieg indywidualny | Christoph Sumann     | 52:39.1   | 0+1+0+0    | 24.     |
| Bieg masowy       | Julian Eberhard      | -         | -          | -       |
| Bieg masowy       | Simon Eder           | 44:30.7   | 1+1+1+1    | 16.     |
| Bieg masowy       | Dominik Landertinger | 43:32.8   | 1+0+0+1    | 7.      |
| Bieg masowy       | Daniel Mesotitsch    | -         | -          | -       |
| Bieg masowy       | Friedrich Pinter     | -         | -          | -       |
| Bieg masowy       | Christoph Sumann     | 45:39.0   | 1+2+1+0    | 27.     |
| Sztafeta          | Simon Eder           | 1:12:45.7 | 0+7        | 3.      |
| Sztafeta          | Dominik Landertinger | 1:12:45.7 | 0+7        | 3.      |
| Sztafeta          | Daniel Mesotitsch    | 1:12:45.7 | 0+7        | 3.      |
| Sztafeta          | Christoph Sumann     | 1:12:45.7 | 0+7        | 3.      |

| Konkurencja       | Zawodnik             | Czas      | Strzelanie | Miejsce |
| ----------------- | -------------------- | --------- | ---------- | ------- |
| Sztafeta mieszana | Lisa Hauser          | 1:12:34.8 | 1+7        | 10.     |
| Sztafeta mieszana | Katharina Innerhofer | 1:12:34.8 | 1+7        | 10.     |
| Sztafeta mieszana | Daniel Mesotitsch    | 1:12:34.8 | 1+7        | 10.     |
| Sztafeta mieszana | Friedrich Pinter     | 1:12:34.8 | 1+7        | 10.     |

### Biegi narciarskie

#### Kobiety
- Veronika Mayerhofer
- Nathalie Schwarz
- Katerina Smutna
- Teresa Stadlober

| Konkurencja                         | Zawodniczka                                                           | Kwalifikacje | Kwalifikacje | Ćwierćfinały | Ćwierćfinały | Półfinały | Półfinały | Finały    | Finały  |
| Konkurencja                         | Zawodniczka                                                           | Czas         | Miejsce      | Czas         | Miejsce      | Czas      | Miejsce   | Czas      | Miejsce |
| ----------------------------------- | --------------------------------------------------------------------- | ------------ | ------------ | ------------ | ------------ | --------- | --------- | --------- | ------- |
| Bieg łączony                        | Kateřina Smutná                                                       | —            | —            | —            | —            | —         | —         | 42:32.8   | 46.     |
| Bieg łączony                        | Teresa Stadlober                                                      | —            | —            | —            | —            | —         | —         | 41:38.8   | 37.     |
| Bieg indywidualny stylem klasycznym | Veronika Mayerhofer                                                   | —            | —            | —            | —            | —         | —         | 31:59.6   | 47.     |
| Bieg indywidualny stylem klasycznym | Nathalie Schwarz                                                      | —            | —            | —            | —            | —         | —         | 31:23.2   | 38.     |
| Bieg indywidualny stylem klasycznym | Kateřina Smutná                                                       | —            | —            | —            | —            | —         | —         | 30:13.6   | 22.     |
| Bieg masowy stylem dowolnym         | Teresa Stadlober                                                      | —            | —            | —            | —            | —         | —         | 1:13:50.1 | 20.     |
| Sztafeta                            | Veronika Mayerhofer Nathalie Schwarz Kateřina Smutná Teresa Stadlober | —            | —            | —            | —            | —         | —         | 57:04.7   | 13.     |
| Sprint stylem dowolnym              | Nathalie Schwarz                                                      | 2:49.54      | 53.          | NQ           | NQ           | NQ        | NQ        | NQ        | NQ      |
| Sprint drużynowy stylem klasycznym  | Kateřina Smutná Teresa Stadlober                                      | —            | —            | —            | —            | 16:59.50  | 5.        | 16:49.16  | 9.      |

#### Mężczyźni
- Johannes Dürr
- Max Hauke
- Bernhard Tritscher
- Harald Wurm

| Konkurencja                         | Zawodnik               | Kwalifikacje | Kwalifikacje | Ćwierćfinały | Ćwierćfinały | Półfinały | Półfinały | Finały    | Finały  |
| Konkurencja                         | Zawodnik               | Czas         | Miejsce      | Czas         | Miejsce      | Czas      | Miejsce   | Czas      | Miejsce |
| ----------------------------------- | ---------------------- | ------------ | ------------ | ------------ | ------------ | --------- | --------- | --------- | ------- |
| Bieg łączony                        | Johannes Dürr          | —            | —            | —            | —            | —         | —         | 1:08:32.0 | 8.      |
| Bieg indywidualny stylem klasycznym | Max Haucke             | —            | —            | —            | —            | —         | —         | 43:23.4   | 57.     |
| Bieg masowy stylem dowolnym         | Bernhard Tritscher     | —            | —            | —            | —            | —         | —         | 1:47:51.7 | 24.     |
| Sprint stylem dowolnym              | Max Haucke             | 3:41.55      | 46.          | NQ           | NQ           | NQ        | NQ        | NQ        | NQ      |
| Sprint stylem dowolnym              | Bernhard Tritscher     | 3:32.60      | 8.           | 3:44.01      | 2.           | 3:37.64   | 3.        | NQ        | NQ      |
| Sprint stylem dowolnym              | Harald Wurm            | 3:37.18      | 24.          | 3:38.32      | 5.           | NQ        | NQ        | NQ        | NQ      |
| Sprint drużynowy stylem klasycznym  | Max Haucke Harald Wurm | —            | —            | —            | —            | 25:01.23  | 8.        | NQ        | NQ      |

### Bobsleje

#### Kobiety
- Christina Hengster
- Viola Kleiser
- Alexandra Tüchi

| Konkurencja   | Zawodniczki                                      | 1. przejazd | 1. przejazd | 2. przejazd | 2. przejazd | 3. przejazd | 3. przejazd | 4. przejazd | 4. przejazd | Suma    | Suma    |
| Konkurencja   | Zawodniczki                                      | Czas        | Miejsce     | Czas        | Miejsce     | Czas        | Miejsce     | Czas        | Miejsce     | Czas    | Miejsce |
| ------------- | ------------------------------------------------ | ----------- | ----------- | ----------- | ----------- | ----------- | ----------- | ----------- | ----------- | ------- | ------- |
| Dwójki kobiet | Christina Hengster Viola Kleiser Alexandra Tüchi | 58.59       | 14.         | 58.56       | 14.         | 58.73       | 13.         | 58.91       | 15.         | 3:54.79 | 15.     |

#### Mężczyźni
- Sebastian Heufler
- Benjamin Maier
- Markus Sammer
- Angel Somov
- Stefan Withalm

| Konkurencja      | Zawodnicy                                                                 | 1. przejazd | 1. przejazd | 2. przejazd | 2. przejazd | 3. przejazd | 3. przejazd | 4. przejazd | 4. przejazd | Suma    | Suma    |
| Konkurencja      | Zawodnicy                                                                 | Czas        | Miejsce     | Czas        | Miejsce     | Czas        | Miejsce     | Czas        | Miejsce     | Czas    | Miejsce |
| ---------------- | ------------------------------------------------------------------------- | ----------- | ----------- | ----------- | ----------- | ----------- | ----------- | ----------- | ----------- | ------- | ------- |
| Dwójki mężczyzn  | Benjamin Maier Markus Sammer                                              | 57.57       | 23.         | 57.74       | 22.         | 57.41       | 20.         | NQ          | NQ          | 2:52.72 | 22.     |
| Czwórki mężczyzn | Benjamin Maier Sebastian Heufler Markus Sammer Angel Somov Stefan Withalm | 56.25       | =23.        | 56.11       | 21.         | 56.27       | 23.         | NQ          | NQ          | 2:48.63 | 21.     |

### Hokej na lodzie

#### Mężczyźni
Bramkarze
- Mathias Lange (Iserlohn Roosters)
- Bernhard Starkbaum (Brynäs IF)
- René Swette (Klagenfurter AC)

Obrona
- Gerhard Unterluggauer (Villacher SV)
- Stefan Ulmer (HC Lugano)
- Thomas Pöck (Klagenfurter AC)
- Mario Altmann (Villacher SV)
- Florian Iberer (Klagenfurter AC)
- Matthias Trattnig (EC Red Bull Salzburg)
- Robert Lukas (Black Wings Linz)
- Andre Lakos (Vienna Capitals)

Napad
- Thomas Raffl (EC Red Bull Salzburg)
- Daniel Oberkofler (Black Wings Linz)
- Michael Raffl (Philadelphia Flyers)
- Andreas Nödl (EC Red Bull Salzburg)
- Manuel Latusa (EC Red Bull Salzburg)
- Thomas Koch (Klagenfurter AC)
- Daniel Welser (EC Red Bull Salzburg)
- Matthias Iberer (Black Wings Linz)
- Thomas Vanek (New York Islanders)
- Thomas Hundertpfund (Timrå IK)
- Michael René Grabner (New York Islanders)
- Brian Lebler (Black Wings Linz)
- Raphael Herburger (EHC Biel)
- Oliver Setzinger (HC Lausanne)

| Austria | Grupa B   | Grupa B | Grupa B  | Runda kwalifikacyjna | Miejsce |
| ------- | --------- | ------- | -------- | -------------------- | ------- |
| Austria | Finlandia | Kanada  | Norwegia | Słowenia             | Miejsce |
| Austria | 4:8       | 0:6     | 3:1      | 0:4                  | 10.     |

### Kombinacja norweska
- Christoph Bieler
- Wilhelm Denifl
- Bernhard Gruber
- Lukas Klapfer
- Mario Stecher

| Konkurencja             | Zawodnik                                                     | Skok   | Skok    | Bieg    | Bieg    | Miejsce |
| Konkurencja             | Zawodnik                                                     | Punkty | Miejsce | Czas    | Miejsce | Miejsce |
| ----------------------- | ------------------------------------------------------------ | ------ | ------- | ------- | ------- | ------- |
| Skocznia normalna/10 km | Christoph Bieler                                             | 121.9  | 11.     | 23:52.4 | 13.     | 11.     |
| Skocznia normalna/10 km | Wilhelm Denifl                                               | 117.6  | 16.     | 24:10.4 | 24.     | 19.     |
| Skocznia normalna/10 km | Lukas Klapfer                                                | 124.0  | 5.      | 24:24.5 | 26.     | 12.     |
| Skocznia normalna/10 km | Mario Stecher                                                | 114.6  | 23.     | 23:54.8 | 16.     | 18.     |
| Skocznia duża/10 km     | Christoph Bieler                                             | 106.4  | 17.     | 23:03.9 | 17.     | 17.     |
| Skocznia duża/10 km     | Bernhard Gruber                                              | 123.4  | 3.      | 23:16.8 | 24.     | 5.      |
| Skocznia duża/10 km     | Lukas Klapfer                                                | 109.9  | 13.     | 23:03.7 | 16.     | 15.     |
| Skocznia duża/10 km     | Mario Stecher                                                | 104.0  | 23.     | 23:04.1 | 18.     | 19.     |
| Drużynowo               | Christoph Bieler Bernhard Gruber Lukas Klapfer Mario Stecher | 476.3  | 2.      | 47:09.9 | 2.      | brąz    |

### Łyżwiarstwo figurowe
- Kerstin Frank
- Miriam Ziegler
- Viktor Pfeifer
- Severin Kiefer

| Konkurencja   | Zawodnicy                     | PK/TOr | PK/TOr  | PD/TD  | PD/TD   | Suma   | Suma    |
| Konkurencja   | Zawodnicy                     | Punkty | Miejsce | Punkty | Miejsce | Punkty | Miejsce |
| ------------- | ----------------------------- | ------ | ------- | ------ | ------- | ------ | ------- |
| Soliści       | Viktor Pfeifer                | 56.60  | 26.     | NQ     | NQ      | NQ     | NQ      |
| Solistki      | Kerstin Frank                 | 48.00  | 26.     | NQ     | NQ      | NQ     | NQ      |
| Pary sportowe | Miriam Ziegler Severin Kiefer | 49.62  | 17.     | NQ     | NQ      | NQ     | NQ      |

### Łyżwiarstwo szybkie
- Vanessa Bittner
- Anna Rokita

| Zawodniczka     | Konkurencja | Wyścig 1. | Wyścig 1. | Wyścig 2. | Wyścig 2. | Finał    | Finał   |
| Zawodniczka     | Konkurencja | Czas      | Miejsce   | Czas      | Miejsce   | Czas     | Miejsce |
| --------------- | ----------- | --------- | --------- | --------- | --------- | -------- | ------- |
| Vanessa Bittner | 500 m       | 39.33     | 30.       | 39.17     | 27.       | 78.50    | 27.     |
| Vanessa Bittner | 1000 m      | —         | —         | —         | —         | 1:17.937 | 24.     |
| Vanessa Bittner | 1500 m      | —         | —         | —         | —         | 2:02.84  | 34.     |
| Anna Rokita     | 3000 m      | —         | —         | —         | —         | 4:16.43  | 22.     |

### Narciarstwo alpejskie

#### Kobiety
- Anna Fenninger
- Elisabeth Görgl
- Nicole Hosp
- Cornelia Hütter
- Michaela Kirchgasser
- Bernadette Schild
- Marlies Schild
- Nicole Schmidhofer
- Regina Sterz
- Kathrin Zettel

| Konkurencja     | Zawodniczka          | Zjazd 1. | Zjazd 1. | Zjazd 2. | Zjazd 2. | Suma    | Miejsce |
| Konkurencja     | Zawodniczka          | Czas     | Miejsce  | Czas     | Miejsce  | Suma    | Miejsce |
| --------------- | -------------------- | -------- | -------- | -------- | -------- | ------- | ------- |
| Zjazd           | Anna Fenninger       | —        | —        | —        | —        | DNF     | DNF     |
| Zjazd           | Elisabeth Görgl      | —        | —        | —        | —        | 1:42.82 | 16.     |
| Zjazd           | Nicole Hosp          | —        | —        | —        | —        | 1:42.62 | 9.      |
| Zjazd           | Cornelia Hütter      | —        | —        | —        | —        | 1:43.82 | 24.     |
| Supergigant     | Anna Fenninger       | —        | —        | —        | —        | 1:25.52 | złoto   |
| Supergigant     | Elisabeth Görgl      | —        | —        | —        | —        | DNF     | DNF     |
| Supergigant     | Nicole Hosp          | —        | —        | —        | —        | 1:26.18 | brąz    |
| Supergigant     | Regina Sterz         | —        | —        | —        | —        | 1:27.52 | 11.     |
| Slalom gigant   | Anna Fenninger       | 1:18.73  | 4.       | 1:18.21  | 3.       | 2:36.94 | srebro  |
| Slalom gigant   | Elisabeth Görgl      | 1:19.84  | 10.      | 1:19.80  | 22.      | 2:39.64 | 11.     |
| Slalom gigant   | Michaela Kirchgasser | 1:20.39  | 13.      | 1:19.42  | 15.      | 2:39.81 | 12.     |
| Slalom gigant   | Kathrin Zettel       | 1:21.60  | 25.      | 1:18.73  | 8.       | 2:40.33 | 19.     |
| Slalom          | Michaela Kirchgasser | 54.06    | 9.       | DNF      | DNF      | DNF     | DNF     |
| Slalom          | Bernadette Schild    | 53.41    | 4.       | DNF      | DNF      | DNF     | DNF     |
| Slalom          | Marlies Schild       | 53.96    | 6.       | 51.11    | 1.       | 1:45.07 | srebro  |
| Slalom          | Kathrin Zettel       | 54.00    | 7.       | 51.35    | 2.       | 1:45.35 | brąz    |
| Superkombinacja | Anna Fenninger       | 1:43.67  | 4.       | 52.77    | 14.      | 2:36.44 | 8.      |
| Superkombinacja | Elisabeth Görgl      | 1:43.89  | 7.       | DNF      | DNF      | DNF     | DNF     |
| Superkombinacja | Nicole Hosp          | 1:43.95  | 8.       | 51.07    | 4.       | 2:35.02 | srebro  |
| Superkombinacja | Michaela Kirchgasser | 1:45.72  | 23.      | 50.69    | 2.       | 2:36.41 | 7.      |

#### Mężczyźni
- Romed Baumann
- Max Franz
- Reinfried Herbst
- Marcel Hirscher
- Klaus Kröll
- Mario Matt
- Matthias Mayer
- Joachim Puchner
- Benjamin Raich
- Philipp Schörghofer
- Georg Streitberger
- Otmar Striedinger

| Konkurencja     | Zawodnik            | Zjazd 1. | Zjazd 1. | Zjazd 2. | Zjazd 2. | Suma    | Miejsce |
| Konkurencja     | Zawodnik            | Czas     | Miejsce  | Czas     | Miejsce  | Suma    | Miejsce |
| --------------- | ------------------- | -------- | -------- | -------- | -------- | ------- | ------- |
| Zjazd           | Max Franz           | —        | —        | —        | —        | 2:07.03 | 9.      |
| Zjazd           | Klaus Kröll         | —        | —        | —        | —        | 2:08.50 | 22.     |
| Zjazd           | Matthias Mayer      | —        | —        | —        | —        | 2:06.23 | złoto   |
| Zjazd           | Georg Streitberger  | —        | —        | —        | —        | 2:07.86 | 17.     |
| Supergigant     | Max Franz           | —        | —        | —        | —        | 1:18.74 | 6.      |
| Supergigant     | Matthias Mayer      | —        | —        | —        | —        | DNF     | DNF     |
| Supergigant     | Georg Streitberger  | —        | —        | —        | —        | 1:19.77 | 21.     |
| Supergigant     | Otmar Striedinger   | —        | —        | —        | —        | 1:18.69 | 5.      |
| Slalom gigant   | Marcel Hirscher     | 1:22.47  | 7.       | 1:23.76  | 5.       | 2:46.23 | 4.      |
| Slalom gigant   | Matthias Mayer      | 1:22.41  | 4.       | 1:23.93  | 9.       | 2:46.34 | 6.      |
| Slalom gigant   | Benjamin Raich      | 1:22.67  | 13.      | 1:23.68  | 4.       | 2:46.35 | 7.      |
| Slalom gigant   | Philipp Schörghofer | 1:22.83  | 15.      | 1:24.63  | 20.      | 2:47.46 | 18.     |
| Slalom          | Reinfried Herbst    | DNF      | DNF      | DNF      | DNF      | DNF     | DNF     |
| Slalom          | Marcel Hirscher     | 47.98    | 9.       | 54.14    | 2.       | 1:42.12 | srebro  |
| Slalom          | Mario Matt          | 46.70    | 1.       | 55.14    | 6.       | 1:41.84 | złoto   |
| Slalom          | Benjamin Raich      | DNF      | DNF      | DNF      | DNF      | DNF     | DNF     |
| Superkombinacja | Romed Baumann       | 1:55.36  | 21.      | 52.23    | 9.       | 2:47.59 | 14.     |
| Superkombinacja | Matthias Mayer      | 1:53.61  | 3.       | 53.85    | 20.      | 2:47.46 | 13.     |
| Superkombinacja | Otmar Striedinger   | 1:55.48  | 22.      | 54.98    | 21.      | 2:50.46 | 21.     |

### Narciarstwo dowolne

#### Kobiety
- Andrea Limbacher
- Katrin Ofner
- Christina Staudinger
- Philomena Bair

| Konkurencja | Zawodniczka    | Kwalifikacje | Kwalifikacje | Finały | Finały  |
| Konkurencja | Zawodniczka    | Wynik        | Miejsce      | Wynik  | Miejsce |
| ----------- | -------------- | ------------ | ------------ | ------ | ------- |
| Slopestyle  | Philomena Bair | 57.60, 20.00 | 16.          | NQ     | NQ      |

| Konkurencja | Zawodniczka          | Kwalifikacje | Kwalifikacje | 1/8 finału | Ćwierćfinał | Półfinał | Finał   | Finał                |
| Konkurencja | Zawodniczka          | Wynik        | Miejsce      | Miejsce    | Miejsce     | Miejsce  | Miejsce | Klasyfikacja końcowa |
| ----------- | -------------------- | ------------ | ------------ | ---------- | ----------- | -------- | ------- | -------------------- |
| Skicross    | Andrea Limbacher     | 1:26.88      | 23.          | 3.         | NQ          | NQ       | NQ      | 22.                  |
| Skicross    | Katrin Ofner         | 1:24.10      | 13.          | 2. Q       | 1. Q        | 3. FB    | 2.      | 6.                   |
| Skicross    | Christina Staudinger | 1:28.30      | 24.          | 3.         | NQ          | NQ       | NQ      | 23.                  |

#### Mężczyźni
- Andreas Gohl
- Marco Ladner
- Patrick Koller
- Andreas Matt
- Christoph Wahrstötter
- Thomas Zangerl
- Luca Tribondeau

| Konkurencja | Zawodnik        | Kwalifikacje | Kwalifikacje | Finały | Finały  |
| Konkurencja | Zawodnik        | Wynik        | Miejsce      | Wynik  | Miejsce |
| ----------- | --------------- | ------------ | ------------ | ------ | ------- |
| Halfpipe    | Andreas Gohl    | 54.80, 22.80 | 20.          | NQ     | NQ      |
| Halfpipe    | Marco Ladner    | 56.60, 58.60 | 19.          | NQ     | NQ      |
| Slopestyle  | Luca Tribondeau | 80.20, 80.80 | 14.          | NQ     | NQ      |

| Konkurencja | Zawodnik              | Kwalifikacje | Kwalifikacje | 1/8 finału | Ćwierćfinał | Półfinał | Finał   | Finał                |
| Konkurencja | Zawodnik              | Wynik        | Miejsce      | Miejsce    | Miejsce     | Miejsce  | Miejsce | Klasyfikacja końcowa |
| ----------- | --------------------- | ------------ | ------------ | ---------- | ----------- | -------- | ------- | -------------------- |
| Skicross    | Patrick Koller        | 1:19.12      | 28.          | 3.         | NQ          | NQ       | NQ      | 24.                  |
| Skicross    | Andreas Matt          | 1:17.55      | 12.          | 1. Q       | 4.          | NQ       | NQ      | 14.                  |
| Skicross    | Christoph Wahrsttöter | 1:17.72      | 14.          | 3.         | NQ          | NQ       | NQ      | 20.                  |
| Skicross    | Thomas Zangerl        | 1:17.72      | 15.          | 4.         | NQ          | NQ       | NQ      | 27.                  |

### Saneczkarstwo

#### Kobiety
| Zawodnik          | Konkurencja    | Ślizg 1 | Ślizg 2 | Ślizg 3 | Ślizg 4 | Łącznie  | Pozycja |
| ----------------- | -------------- | ------- | ------- | ------- | ------- | -------- | ------- |
| Miriam Kastlunger | Jedynki kobiet | 51,622  | 50,795  | 51,139  | 51,109  | 3:24,665 | 17.     |
| Nina Reithmayer   | Jedynki kobiet | 51,225  | 51,143  | 51,614  | 51,174  | 3:25,156 | 20.     |
| Birgit Platzer    | Jedynki kobiet | 51,201  | 51,518  | 51,760  | 52,097  | 3:26,576 | 23.     |

#### Mężczyźni
| Zawodnik                       | Konkurencja      | Ślizg 1 | Ślizg 2 | Ślizg 3 | Ślizg 4 | Łącznie  | Pozycja |
| ------------------------------ | ---------------- | ------- | ------- | ------- | ------- | -------- | ------- |
| Reinhard Egger                 | Jedynki mężczyzn | 52,564  | 52,630  | 52,152  | 52,160  | 3:29,506 | 8.      |
| Wolfgang Kindl                 | Jedynki mężczyzn | 52,586  | 52,714  | 52,145  | 52,217  | 3:29,663 | 9.      |
| Daniel Pfister                 | Jedynki mężczyzn | 52,925  | 52,802  | 52,306  | 52,243  | 3:30,276 | 15.     |
| Andreas Linger Wolfgang Linger | Dwójki mężczyzn  | 49,685  | 49,770  |         |         | 1:39,455 | srebro  |
| Peter Penz Georg Fischler      | Dwójki mężczyzn  | 49,793  | 54,252  |         |         | 1:44,045 | 19.     |

Sztafeta
| Zawodnicy                                                         | Czas przejazdu       | Łącznie  | Pozycja |
| ----------------------------------------------------------------- | -------------------- | -------- | ------- |
| Miriam Kastlunger Wolfgang Kindl Andreas Linger / Wolfgang Linger | 55,596 56,434 56,447 | 2:48,477 | 7.      |

### Short track
| Zawodnik          | Konkurencja         | Kwalifikacje | Kwalifikacje | Ćwierćfinał    | Ćwierćfinał    | Półfinał       | Półfinał       | Finał          | Finał   |
| Zawodnik          | Konkurencja         | Czas         | Miejsce      | Czas           | Miejsce        | Czas           | Miejsce        | Czas           | Miejsce |
| ----------------- | ------------------- | ------------ | ------------ | -------------- | -------------- | -------------- | -------------- | -------------- | ------- |
| Veronika Windisch | Bieg na 500 metrów  | 44,586       | 3.           | Nie awansowała | Nie awansowała | Nie awansowała | Nie awansowała | Nie awansowała | 21.     |
| Veronika Windisch | Bieg na 1000 metrów | 1:36,018     | 2.           | 1:30,017       | 5.             | Nie awansowała | Nie awansowała | Nie awansowała | 15.     |
| Veronika Windisch | Bieg na 1500 metrów | 2:23,042     | 3.           |                |                | 2:23,241       | 4.             | 2:26,296       | 11.     |

### Skeleton

#### Kobiety
| Zawodniczka  | Ślizg 1 | Ślizg 2 | Ślizg 3 | Ślizg 4 | Łącznie | Pozycja |
| ------------ | ------- | ------- | ------- | ------- | ------- | ------- |
| Janine Flock | 59,47   | 59,39   | 58,61   | 58,56   | 3:56,03 | 9.      |

#### Mężczyźni
| Zawodnik              | Ślizg 1 | Ślizg 2 | Ślizg 3 | Ślizg 4 | Łącznie | Pozycja |
| --------------------- | ------- | ------- | ------- | ------- | ------- | ------- |
| Matthias Guggenberger | 57,70   | 57,12   | 57,24   | 56,94   | 3:49,00 | 14.     |
| Raphael Maier         | 57,83   | 57,51   | 57,95   | 57,57   | 3:50,86 | 19.     |

### Skoki narciarskie

#### Kobiety
| Skoczek                | Konkurencja              | Skok 1    | Skok 1 | Skok 2    | Skok 2 | Nota  | Pozycja |
| Skoczek                | Konkurencja              | odległość | Nota   | odległość | Nota   | Nota  | Pozycja |
| ---------------------- | ------------------------ | --------- | ------ | --------- | ------ | ----- | ------- |
| Daniela Iraschko-Stolz | Skocznia normalna HS-106 | 98,5      | 120,2  | 104,5     | 126,0  | 246,2 | srebro  |
| Chiara Hölzl           | Skocznia normalna HS-106 | 92,0      | 102,5  | 96,0      | 104,6  | 207,1 | 25.     |

#### Mężczyźni
| Skoczek                                                                  | Konkurencja              | Kwalifikacje                             | Kwalifikacje                             | Skok 1                  | Skok 1                  | Skok 2                                | Skok 2                                | Nota   | Pozycja |
| Skoczek                                                                  | Konkurencja              | odległość                                | Nota                                     | odległość               | Nota                    | odległość                             | Nota                                  | Nota   | Pozycja |
| ------------------------------------------------------------------------ | ------------------------ | ---------------------------------------- | ---------------------------------------- | ----------------------- | ----------------------- | ------------------------------------- | ------------------------------------- | ------ | ------- |
| Michael Hayböck                                                          | Skocznia normalna HS-106 | 101,0                                    | 128,6                                    | 101,0                   | 133,4                   | 98,5                                  | 124,6                                 | 258,0  | 5.      |
| Thomas Diethart                                                          | Skocznia normalna HS-106 | Nie musiał brać udziału w kwalifikacjach | Nie musiał brać udziału w kwalifikacjach | 99,0                    | 132,6                   | 98,0                                  | 125,7                                 | 258,3  | 4.      |
| Gregor Schlierenzauer                                                    | Skocznia normalna HS-106 | Nie musiał brać udziału w kwalifikacjach | Nie musiał brać udziału w kwalifikacjach | 96,0                    | 123,9                   | 101,0                                 | 129,4                                 | 253,3  | 11.     |
| Thomas Morgenstern                                                       | Skocznia normalna HS-106 | 99,5                                     | 118,3                                    | 97,5                    | 125,6                   | 101,0                                 | 126,0                                 | 251,6  | 14.     |
| Michael Hayböck                                                          | Skocznia duża K-140      | 131,0                                    | 124,8                                    | 134,0                   | 127,3                   | 125,5                                 | 127,4                                 | 254,7  | 8.      |
| Thomas Diethart                                                          | Skocznia duża K-140      | Nie musiał brać udziału w kwalifikacjach | Nie musiał brać udziału w kwalifikacjach | 126,5                   | 109,1                   | Nie zakwalifikował się do 2-iej serii | Nie zakwalifikował się do 2-iej serii | 109,1  | 32.     |
| Gregor Schlierenzauer                                                    | Skocznia duża K-140      | Nie nusiał brac udziału w kwalifikacjach | Nie nusiał brac udziału w kwalifikacjach | 132,5                   | 124,6                   | 130,5                                 | 130,6                                 | 255,2  | 7.      |
| Thomas Morgenstern                                                       | Skocznia duża K-140      | 128,0                                    | 116,0                                    | 122,0                   | 106,3                   | Nie awansował do 2-iej serii          | Nie awansował do 2-iej serii          | 106,3  | 40.     |
| Michael Hayböck Thomas Morgenstern Thomas Diethart Gregor Schlierenzauer | Konkurs drużynowy        |                                          |                                          | 134,0 129,0 136,0 128,5 | 127,7 124,3 136,0 128,5 | 130,0 133,5 132,5 132,0               | 130,4 129,9 130,2 131,4               | 1038,4 | srebro  |

### Snowboarding

#### Kobiety
- Julia Dujmovits
- Marion Kreiner
- Ina Meschik
- Claudia Riegler
- Anna Gasser
- Susanne Moll
- Maria Ramberger

| Konkurencja | Zawodniczka | Kwalifikacje | Kwalifikacje | Kwalifikacje | Kwalifikacje | Półfinał        | Półfinał        | Półfinał        | Półfinał        | Finał    | Finał    | Finał     | Finał   |
| Konkurencja | Zawodniczka | 1. zjazd     | 2. zjazd     | Najlepszy    | Miejsce      | 1. zjazd        | 2. zjazd        | Najlepszy       | Miejsce         | 1. zjazd | 2. zjazd | Najlepszy | Miejsce |
| ----------- | ----------- | ------------ | ------------ | ------------ | ------------ | --------------- | --------------- | --------------- | --------------- | -------- | -------- | --------- | ------- |
| Slopestyle  | Anna Gasser | 89,50        | 95,50        | 95,50        | 1 QF         | awans do finału | awans do finału | awans do finału | awans do finału | 49.00    | 51.75    | 51.75     | 10.     |

| Konkurencja | Zawodniczka     | Kwalifikacje   | Kwalifikacje    | Kwalifikacje   | Kwalifikacje | Ćwierćfinał | Ćwierćfinał | Półfinał       | Półfinał       | Finał          | Finał   |
| ----------- | --------------- | -------------- | --------------- | -------------- | ------------ | ----------- | ----------- | -------------- | -------------- | -------------- | ------- |
| Konkurencja | Zawodniczka     | Czas 1. zjazdu | Czas 2. zjazdu  | Najlepszy czas | Miejsce      | Czas        | Miejsce     | Czas           | Miejsce        | Czas           | Miejsce |
| Cross       | Maria Ramberger | 1:24,45        | 1:24,55         | 1:24,45        | 17.          | -           | 4.          | Nie awansowała | Nie awansowała | Nie awansowała | 19.     |
| Cross       | Susanne Moll    | 1:25,43        | Dyskwalifikacja | 1:25,43        | 21.          | -           | 3.          | -              | 5.             | -              | 12.     |

| Slalom równoległy        | Marion Kreiner  | 1:03,58         | 1.              | Jekatierina Tudiegieszewa 0.00 | Corinna Boccacini + 1,30 | Nie awansowała         | Nie awansowała         | 5.    |
| Slalom równoległy        | Julia Dujmovits | 1:04,33         | 5.              | Alona Zawarzina 0,00           | Julie Zogg 0,00          | Corinna Boccacini 0,00 | Anke Karstens 0,00     | złoto |
| Slalom równoległy        | Claudia Riegler | 1:05,14         | 9.              | Corinna Boccacini +2,78        | Nie awansowała           | Nie awansowała         | Nie awansowała         | 12.   |
| Slalom równoległy        | Ina Meschik     | 1:05,15         | 11.             | Isabella Laböck 0,00           | Amelie Kober +0,20       | Nie awansowała         | Nie awansowała         | 8.    |
| Slalom gigant równoległy | Claudia Riegler | 1:48,62         | 7.              | Ester Ledecká 0,73             | Nie awansowała           | Nie awansowała         | Nie awansowała         | 11.   |
| Slalom gigant równoległy | Ina Meschik     | 1:51,32         | 13.             | Nicolien Sauerbreij 0.00       | Ariane Lavigne 0,00      | Tomoka Takeuchi + 1,01 | Alona Zawarzina + 0,81 | 4.    |
| Slalom gigant równoległy | Marion Kreiner  | 1:52,40         | 20.             | Nie awansowała                 | Nie awansowała           | Nie awansowała         | Nie awansowała         | 20.   |
| Slalom gigant równoległy | Julia Dujmovits | Dyskwalifikacja | Dyskwalifikacja | Nie awansowała                 | Nie awansowała           | Nie awansowała         | Nie awansowała         | 29.   |

#### Mężczyźni
- Benjamin Karl
- Lukas Mathies
- Andreas Prommegger
- Anton Unterkofler
- Adrian Krainer
- Clemens Schattschneider
- Hanno Douschan
- Alessandro Hämmerle
- Markus Schairer
- Mathias Weißenbacher

| Konkurencja | Zawodnik                | Kwalifikacje | Kwalifikacje | Kwalifikacje | Kwalifikacje | Półfinał | Półfinał | Półfinał  | Półfinał | Finał    | Finał    | Finał     | Finał   |
| Konkurencja | Zawodnik                | 1. zjazd     | 2. zjazd     | Najlepszy    | Miejsce      | 1. zjazd | 2. zjazd | Najlepszy | Miejsce  | 1. zjazd | 2. zjazd | Najlepszy | Miejsce |
| ----------- | ----------------------- | ------------ | ------------ | ------------ | ------------ | -------- | -------- | --------- | -------- | -------- | -------- | --------- | ------- |
| Slopestyle  | Adrian Krainer          | 24,25        | 16,00        | 24,25        | 14 QS        | DNS      | DNS      | DNS       | DNS      | NQ       | NQ       | NQ        | NQ      |
| Slopestyle  | Clemens Schattschneider | 90,00        | 24,25        | 90,00        | 6 QS         | 29,50    | 26,25    | 29,50     | 17.      | NQ       | NQ       | NQ        | NQ      |
| Slopestyle  | Mathias Weißenbacher    | 18,00        | 28,75        | 28,75        | 14 QS        | 14,00    | 28,50    | 28,50     | 18.      | NQ       | NQ       | NQ        | NQ      |

| Konkurencja | Zawodnik             | Kwalifikacje   | Kwalifikacje   | Kwalifikacje   | Kwalifikacje | 1/8 finału          | 1/8 finału          | Ćwierćfinał   | Ćwierćfinał   | Półfinał        | Półfinał        | Finał         | Finał   |
| ----------- | -------------------- | -------------- | -------------- | -------------- | ------------ | ------------------- | ------------------- | ------------- | ------------- | --------------- | --------------- | ------------- | ------- |
| Konkurencja | Zawodnik             | Czas 1. zjazdu | Czas 2. zjazdu | Najlepszy czas | Miejsce      | Czas                | Miejsce             | Czas          | Miejsce       | Czas            | Miejsce         | Czas          | Miejsce |
| Cross       | Alessandro Haemmerle | -              | -              | -              | 4.           | -                   | 2.                  | -             | 5.            | Nie awansował   | Nie awansował   | Nie awansował | 17.     |
| Cross       | Markus Schairer      | -              | -              | -              | 13.          | Nie ukończył zjazdu | Nie ukończył zjazdu | Nie awansował | Nie awansował | Nie awansował   | Nie awansował   | Nie awansował | 33.     |
| Cross       | Hanno Douschan       | -              | -              | -              | 27.          | -                   | 2.                  | -             | 3.            | Dyskwalifikacja | Dyskwalifikacja | -             | 10.     |

| Slalom równoległy        | Lukas Mathies      | 58,93           | 3.              | Stefan Baumeister 0.00  | Aaron March 0,80     | Nie awansował      | Nie awansował      | 5.                 |
| Slalom równoległy        | Benjamin Karl      | 58,95           | 4.              | Andreas Prommegger 0.00 | Patrick Bussler 0.00 | Vic Wild + 1,08    | Aaron March 0.00   | brąz               |
| Slalom równoległy        | Andreas Prommegger | 59,58           | 13.             | Benjamin Karl + 0,35    | Nie awansował        | Nie awansował      | Nie awansował      | 13.                |
| Slalom równoległy        | Anton Unterkofler  | 59,80           | 17.             | Nie awansował           | Nie awansował        | Nie awansował      | Nie awansował      | 17.                |
| Slalom gigant równoległy | Benjamin Karl      | 1:37,44         | 5.              | Nevin Galmarini + 0,49  | Nie awansował        | Nie awansował      | Nie awansował      | 10.                |
| Slalom gigant równoległy | Andreas Prommegger | 1:39,76         | 16.             | Andriej Sobolew 0.00    | Žan Košir + 0,57     | Nie awansował      | Nie awansował      | 8.                 |
| Slalom gigant równoległy | Anton Unterkofler  | 1:41,04         | 22.             | Nie awansował           | Nie awansował        | Nie awansował      | Nie awansował      | 22.                |
| Slalom gigant równoległy | Lukas Mathies      | Dyskwalifikacja | Dyskwalifikacja | Nie sklasyfikowany      | Nie sklasyfikowany   | Nie sklasyfikowany | Nie sklasyfikowany | Nie sklasyfikowany |